# Marghita
Marghita (Hongaars: Margitta, Duits: Margarethen) is een stad en gemeente in het district Bihor, in het noordwesten van Roemenië. Naast Marghita omvat de gemeente de dorpen Cheț (Magyarkéc) en Ghenetea (Genyéte). Marghita ligt in de van oudsher door Hongaren bewoonde streek Érmellék. Door de voortgaande Roemenisering is inmiddels een meerderheid van de bevolking Roemeenstalig.  

## Geschiedenis
De stad is genoemd naar Sint-Margaretha, de beschermheilige van de lokale rooms-katholieke kerk.
De eerste vermelding van Marghita dateert uit 1216.
In 1367 gaf koning Lodewijk I van Hongarije Marghita stadsrechten, waarna de plaats zich verder ontwikkelde als handelsstad. In 1467 en 1514 waren er een aantal opstanden in Marghita tegen het feodalisme. Na 1526 kwam Marghita, samen met Bihor, na aantal eeuwen bij Hongarije gehoord te hebben, aan het Ottomaanse rijk.
Aan het begin van de 18de eeuw kwam Marghita onder Oostenrijks en later Oostenrijks-Hongaars bestuur.
In 1823 legde een stadsbrand een groot deel van de stad in de as. Na revolutie van 1848 begon de industriële revolutie voor Marghita.
In 1920 werden Marghita en omgeving Roemenië toegewezen. 
In 1940 moest Roemenië de stad door de Tweede Scheidsrechterlijke Uitspraak van Wenen weer afstaan aan Hongarije, dat in 1944 door nazi-Duitsland werd bezet. Vanaf dat jaar werden de 1.700 Joden die in Marghita woonden weggevoerd naar concentratiekampen.
Op 20 oktober 1944 werd de stad door de Roemenen bevrijd. In 1947 kreeg Roemenië een communistische regering waardoor Marghita steeds meer industrie kreeg.

## Bevolking
De gemeente Marghita bestaat uit:
- Marghita (Margitta) 13.871 inwoners (6.887 Roemenen en 5.837 Hongaren)
- Cheț (Magyarkéc) 1246 inwoners (508 Hongaren, 430 Roma, 287 Roemenen)
- Ghenetea (Genyéte) 653 inwoners (615 Roemenen)

In 2022 was de etnische samenstelling als volgt:
- 13573 inwoners totaal
- 6855 Roemenen (56%)
- 4726 Hongaren (39%)

Van de gehele gemeente (15.770 inwoners in 2011) was de etnische samenstelling als volgt:
- 7.789 Roemeen (51,6%)
- 6.349 Hongaar (42%)
- 879 Roma (5,8%)
- 12 Duitser
- 78 overig
- 663 geen opgave nationaliteit

Als personen gevraagd worden naar hun moedertaal in 2011 is 51,8% Roemeenstalig en 45,6% Hongaarstalig in Marghita.
In 2002 had Marghita ongeveer 19.000 inwoners, waarvan er 17.000 in de stad Marghita woonden, 1200 in het dorp Cheț en 800 in het dorp Ghenetea.
Van de 19.000 inwoners, was 
- 50 % - Roemeen
- 46 % - Hongaar
- 4 % - Overige etn. (waaronder Slowaken en Roma)

### Roemenisering van Marghita
In het onderstaande staatje is te zien hoe het aantal Roemenen is toegenomen in de afgelopen eeuw en van een aandeel van 17% in 1900 naar een meerderheid van 50,4% in 1992:
- 1900 - 6658 inwoners 1137 Roemenen, 5421 Hongaren
- 1910 - 7324 inwoners 1221 Roemenen, 6017 Hongaren
- 1920 - 7578 inwoners 1473 Roemenen, 4376 Hongaren
- 1930 - 7787 inwoners 1795 Roemenen, 4653 Hongaren
- 1941 - 8640 inwoners 1458 Roemenen, 6946 Hongaren
- 1956 - 8722 inwoners 2939 Roemenen, 5414 Hongaren
- 1966 - 11179 inwoners 4608 Roemenen, 6478 Hongaren
- 1977 - 14589 inwoners 6445 Roemenen, 7803 Hongaren
- 1992 - 19071 inwoners 9604 Roemenen, 9215 Hongaren

## Partnergemeenten
Marghita heeft twee zustergemeenten in Hongarije: Berettyóújfalu en Kiskőrös.

## Geboren in Marghita
- Menachem Mendel Taub (1923-2019), rebbe
- George Pușcaș (8 april 1996), voetballer

## Fotogalerij

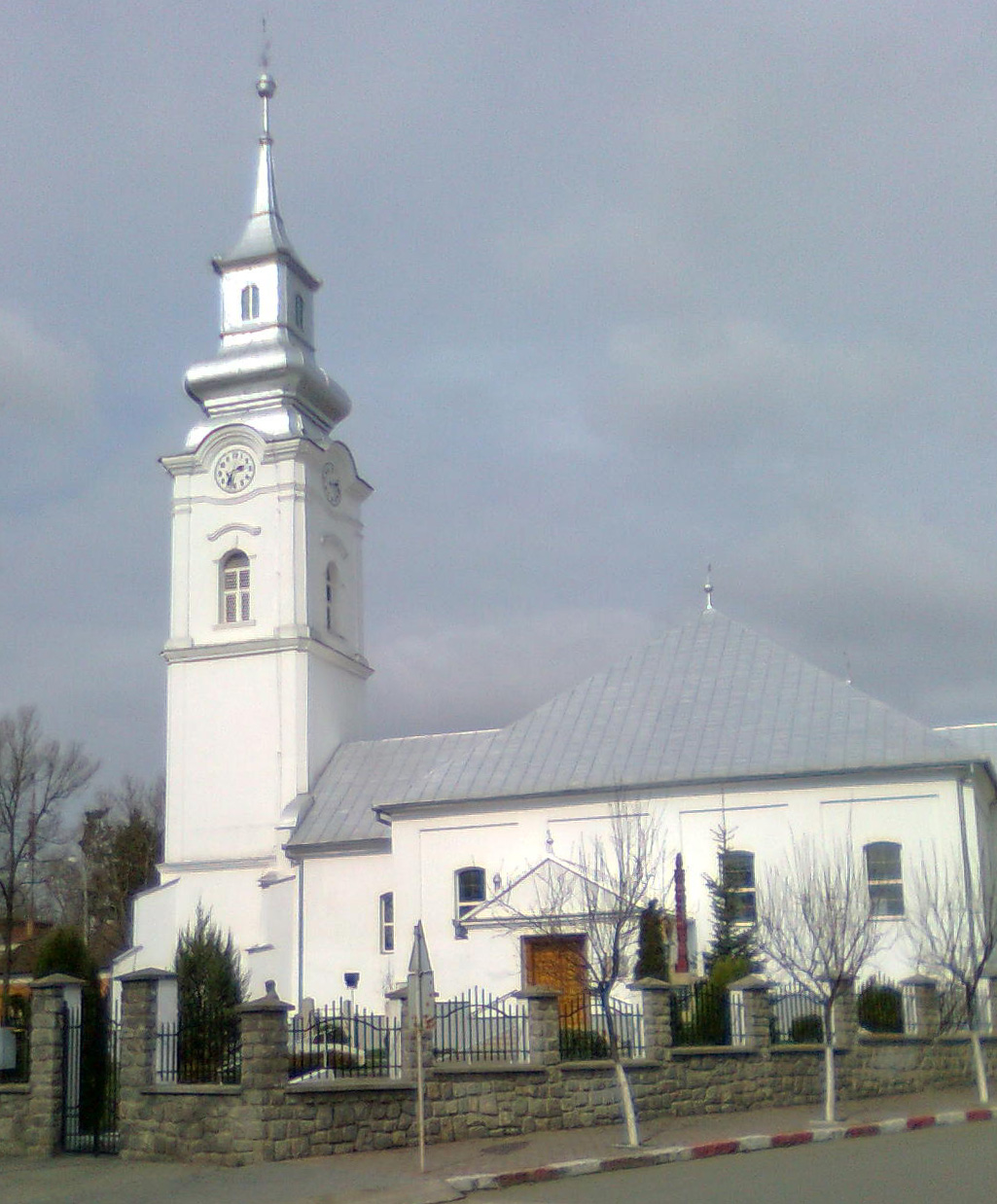
Protestantse kerk in Marghita
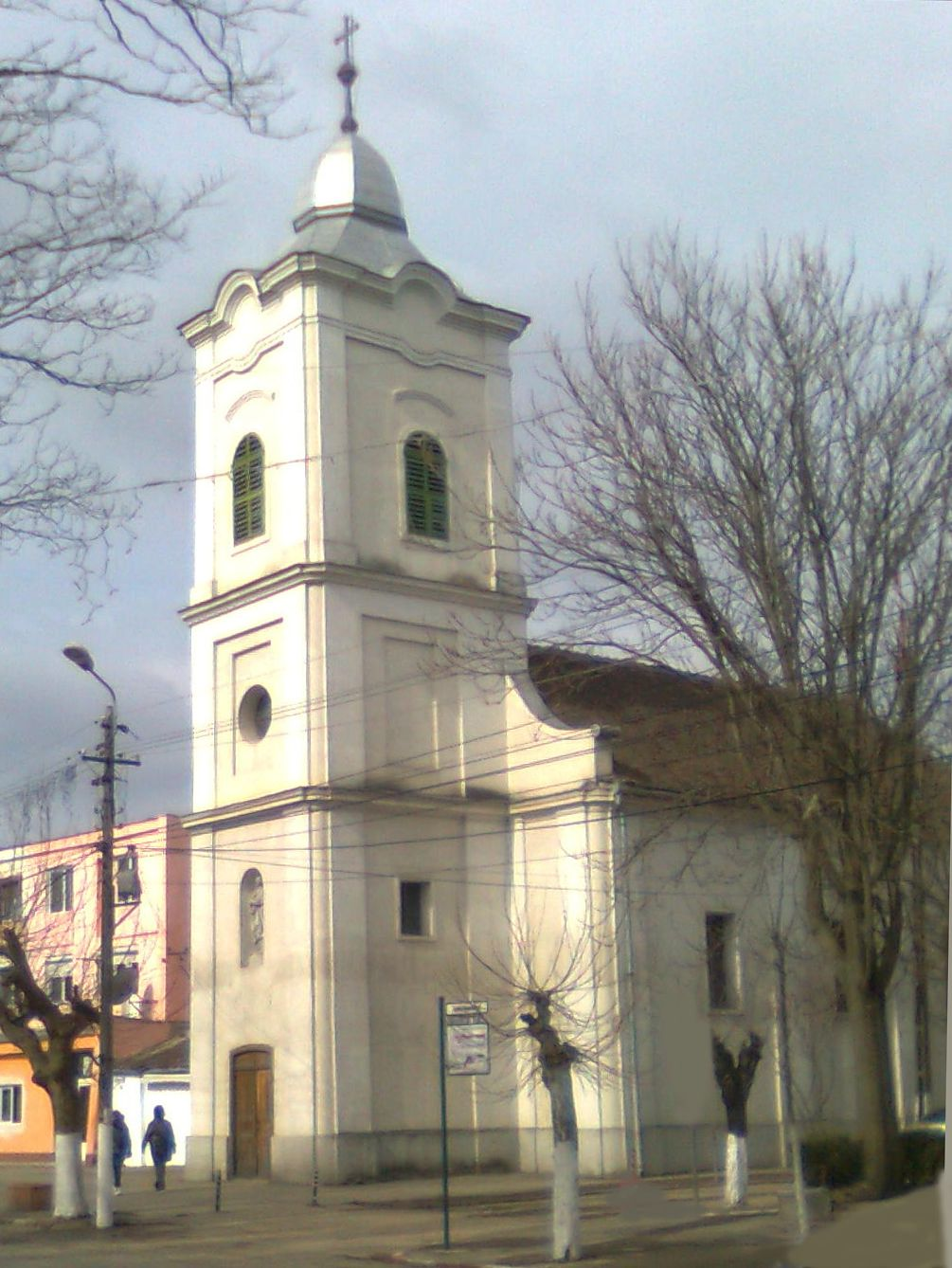
Katholieke kerk in Marghita
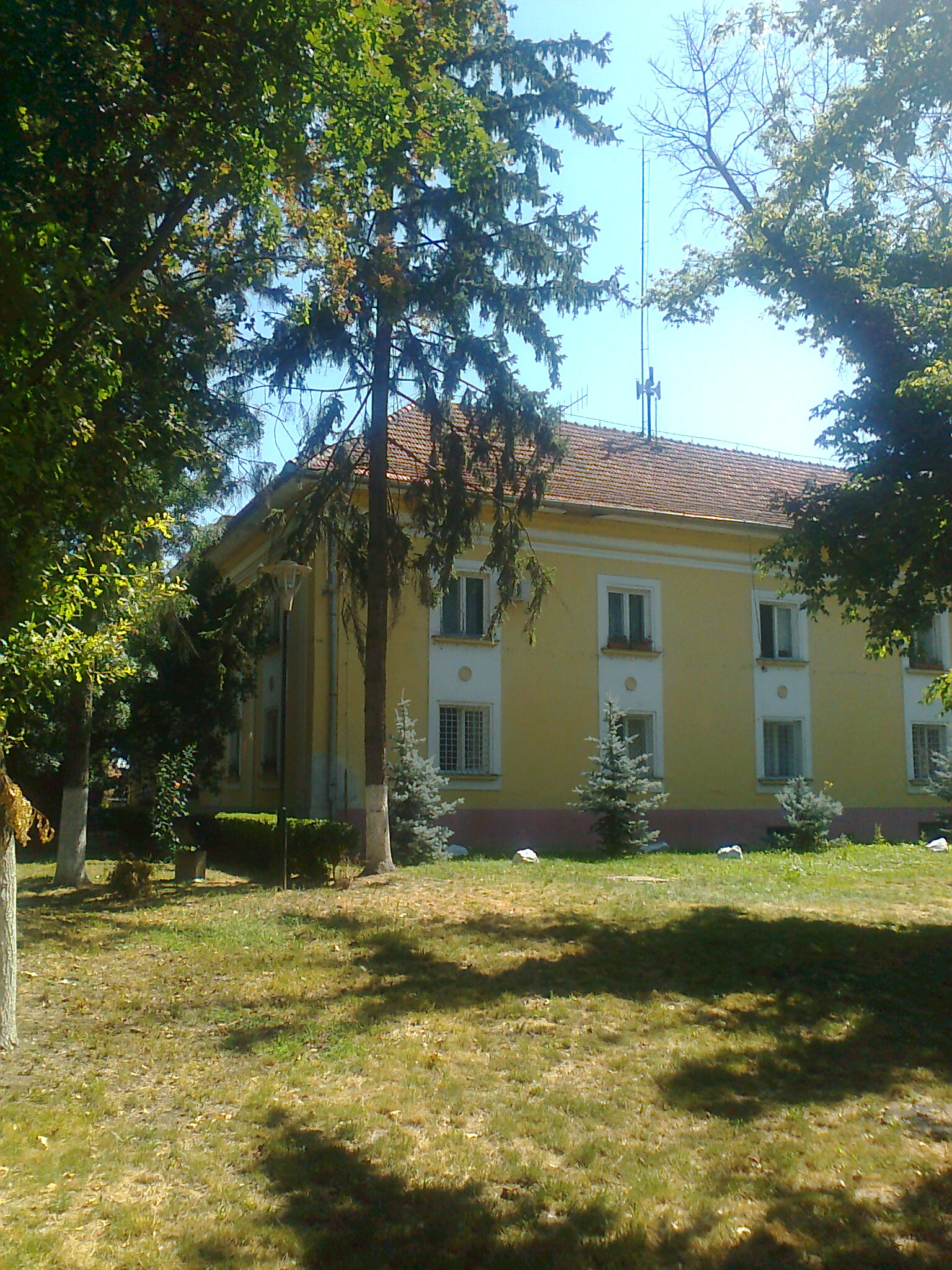
Kasteel van Marghita
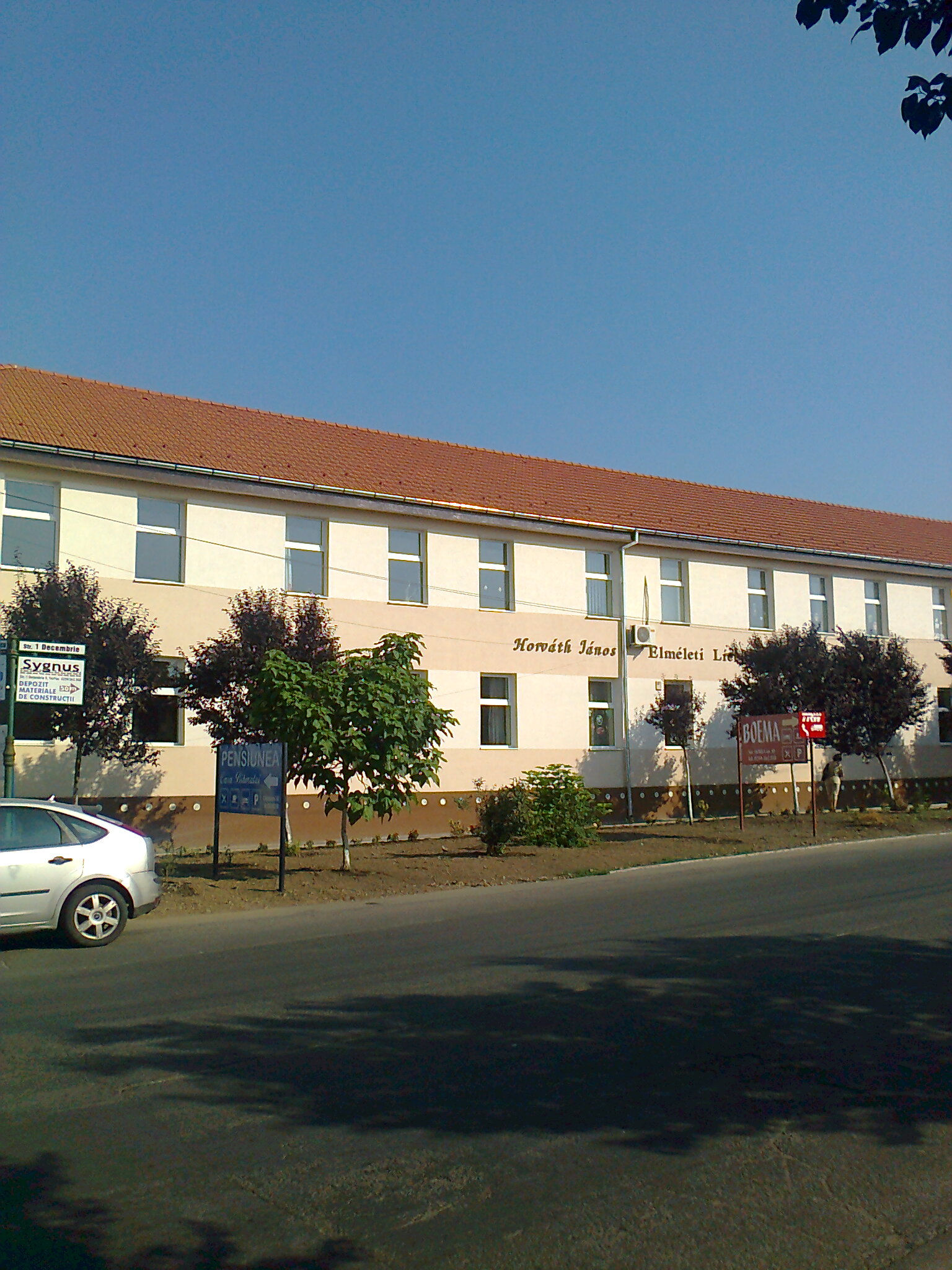
Middelbare school in Marghita

Steden met gemeentestatus: Aleșd · Marghita · Oradea · Salonta

Steden zonder gemeentestatus: Beiuș · Nucet · Săcueni · Ștei · Valea lui Mihai · Vașcău